# آلبرت باز
آلبرت باز (انگلیسی: Albert Baez؛ زاده ۱۵ نوامبر ۱۹۱۲ درگذشته ۲۰ مارس ۲۰۰۷) یک فیزیک‌دان اهل ایالات متحده آمریکا بود.